# Carlo Ripa di Meana
Carlo Ripa di Meana (né le 15 août 1929 à Pietrasanta (royaume d'Italie) et mort le 2 mars 2018 à Rome (Italie)) est un homme politique et un environnementaliste italien.
Il a été député européen du Parti socialiste italien, commissaire européen et ministre de l'Environnement du gouvernement Amato I. Il a été porte-parole de la Fédération des Verts et président d'Italia Nostra (en).